# Филиппенковское сельское поселение
Филиппенковское сельское поселение — муниципальное образование в Бутурлиновском районе Воронежской области.
Административный центр — село Филиппенково.

## Население
| 2010  | 2012  | 2013  | 2014  | 2015  | 2016  | 2017  | 2018  | 2019  |
| ----- | ----- | ----- | ----- | ----- | ----- | ----- | ----- | ----- |
| 1851  | ↘1778 | ↘1758 | ↘1711 | ↘1680 | ↘1658 | ↘1646 | ↘1598 | ↘1555 |
| 2020  | 2021  |       |       |       |       |       |       |       |
| ↘1530 | ↘1310 |       |       |       |       |       |       |       |

## Административное деление
Состав поселения:
- село Филиппенково,
- село Елизаветино,
- село Масычево,
- село Патокино.